# اقتصاد القصر
اقتصاد القصر أو اقتصاد إعادة التوزيع  هذا هو نظام اقتصادي حيث ينساب جُزء كبير من الثروة نحو سيطرة إدارة مركزية والقصر، ومن ثم إلى الجماعة فيما بعد. وفي المقابل، يُسمح للأفراد بامتلاك مصادر دخلهم الخاصة، ولكنهم يعتمدون بشكل كبير على الثروة المُوزعة من القصر. ويُبرر هذا النظام تقليديًا باعتبار أن القصر هو الجهة الأكثر كفاءة في توزيع الثروة لصالح المجتمع.   اقتصاد المعبد (أو اقتصاد دولة المعبد ) هو مفهوم مماثل.
مفهوم التوزيع الاقتصادي هو مفهوم قديم يعود لعهد الفراعنة على الأقل. وقد لاحظ علماء الأنثروبولوجيا العديد من هذه الأنظمة، بدءًا من أنظمة رجال القبائل المشتركين في اقتصاديات الكفاف المختلفة حسب نوع الاحتياجات، وصولاً إلى الحضارات المعقدة مثل حضارة إمبراطورية الإنكا، التي قامت بتخصيص قطاعات معينة من الاقتصاد لقرى محددة. جوهر الفكرة هو أن الإدارة المركزية تخطط لعمليات الإنتاج، وتعين عناصر من السكان لتنفيذها، وتجمع السلع والخدمات التي يتم إنشاؤها بهذا الشكل، ثم تعيد توزيعها على المنتجين.[بحاجة لمصدر]
نظام الاقتصاد القصري هو نوع معين من نظام التوزيع حيث تتم أنشطة الاقتصاد في الحضارة على أو بالقرب من مباني الإدارة المركزية، مثل القصور للملوك المطلقين، أو مجموعة من الكهنة في الإصدارات المرتبطة بالمعابد. إنوظيفة إدارة القصر تتمثل في تزويد منتجي السلع والخدمات بالموارد الرأسمالية الضرورية لإنتاج مزيد من السلع والخدمات، والتي يعتبرها ملكية للملك. عادة هذا ليس مشروع الإيثار . يهتم القصر في المقام الأول بتكوين رأس المال ، والذي يمكن بعد ذلك التصرف فيه كما يشاء الحاكم. قد يصبح بعضها رأس مال تجاري، ليتم بيعه أو مقايضته لتحقيق الربح ، أو قد يتم إعادة استثمار البعض الآخر في مراكز أخرى، بما في ذلك مرافق الإنتاج الإضافية، والحروب (الأنشطة الاقتصادية التي من المتوقع أن يتم استخلاص الربح منها)، والتحالفات المفضلة، والأساطيل، والطائرات. إتقان البحار.
في أنظمة القصور القديمة، كان المنتجون غالبًا يشكلون جزءًا من مصدر العمل الرأسمالي. بالتدرج، كانوا متصلين بنظام القصر من خلال علاقات العبودية غير الاختيارية أو الانتماء. ومن المتوقع أن يؤدي أي استثمار في الحرب إلى عودة النهب والأسرى، التي أصبحت جزءًا من وقف مجمع القصر. وكان القصر مسؤولاً عن تغطية نفقات المنتجين. وكان عليها أن توفر الطعام والملبس والمأوى، وهو ما كانت تفعله في كثير من الأحيان في المبنى.

## علم أصول الكلمات

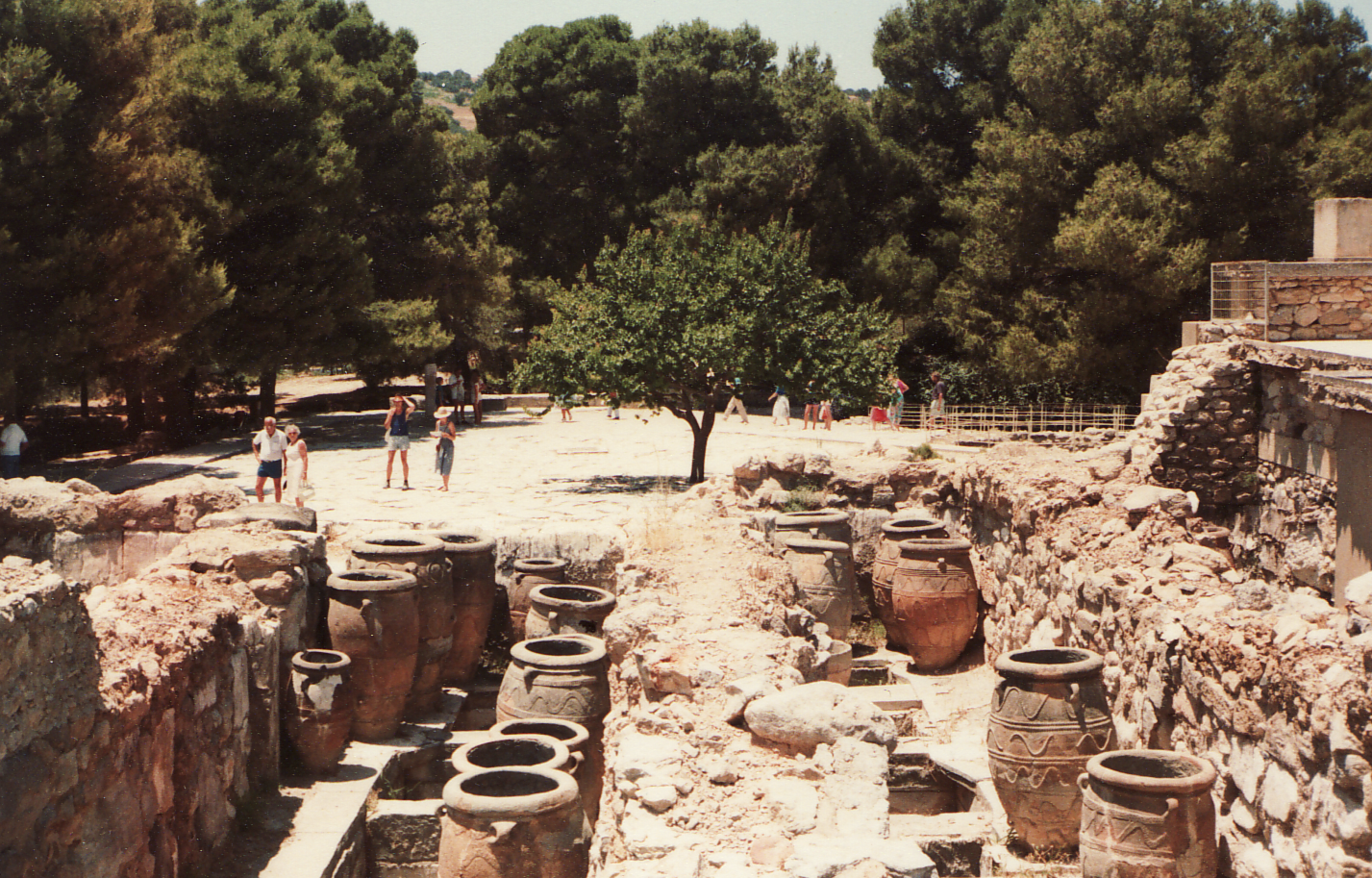
مخزن "مجلة" مع بيتوي ، قصر كنوسوس.

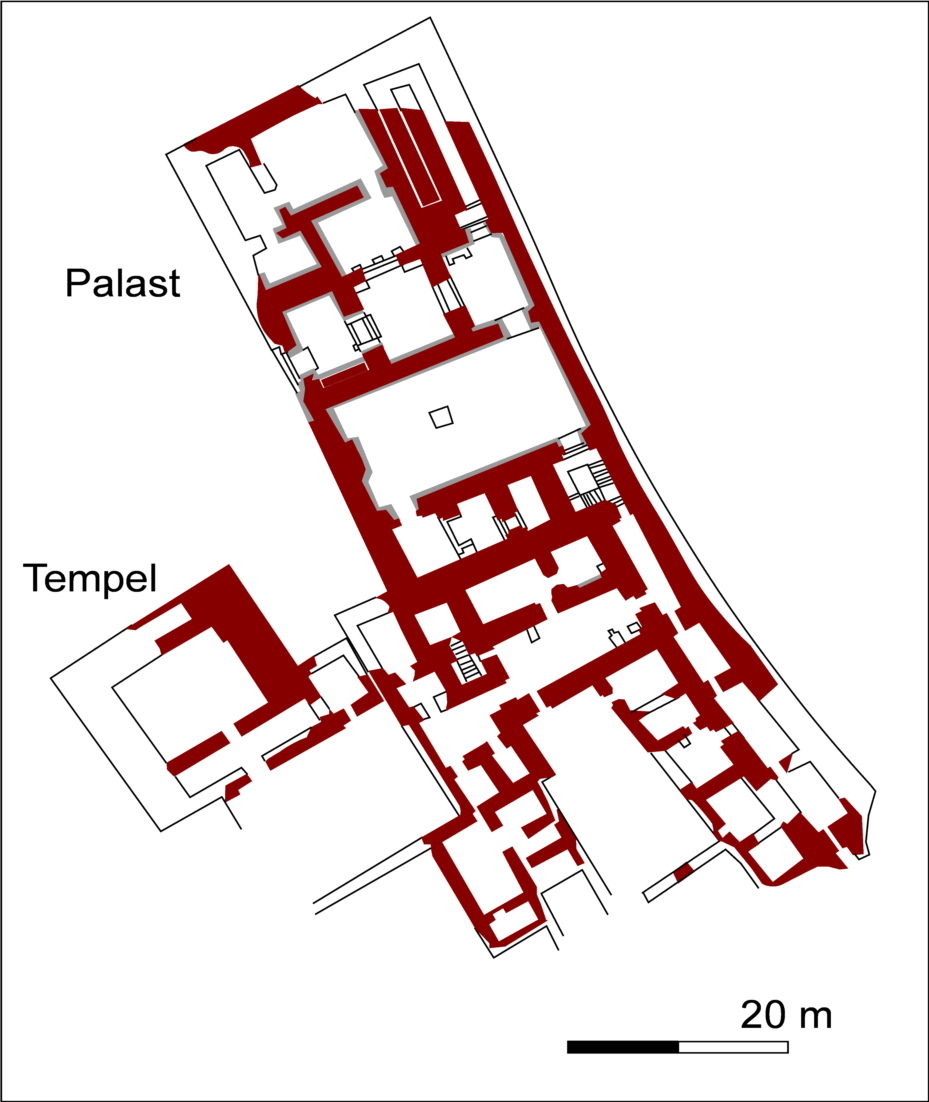
قصر في الالاخ

المصطلحات الحالية نشأت من دراسة قصور حضارتين هما الحضارة مينوسية والحضارة الموكيانية. هذه الحضارات ازدهرت في العصر البرونزي المتأخر، الأولى على جزيرة كريت، والثانية على البر الرئيسي لليونان. بدأ مصطلح اقتصاد القصر كمصطلح للأنشطة الاقتصادية للقصور الفردية، والتي كانت تحتوي على مساحات كبيرة جدًا لتخزين المنتجات الزراعية. على سبيل المثال، يشير السير آرثر إيفانز إلى اقتصاد القصر، ويعني اقتصاد قصر كنوسوس . وحذا آخرون حذوهم، دون أن يستكشفوا بشكل كامل أي نوع من الاقتصاد قد يكون.

في عام 1956، قدم فنتريس وتشادويك فكرةً كانا يروجان لها من قبل:
وبالإضافة، لا يشير أي نص على الألواح إلى وجود عملة أو أي شيء يشبه النقود، حيث تُدرج كل سلعة بشكل منفصل دون وجود أي إشارة إلى تكافؤ بين وحدة وأخرى.
في الوقت نفسه، لاحظ إم فينلي أدلة على عمليات إعادة التوزيع في الألواح وسعى إلى فهم كيفية حدوث ذلك في الفترات قبل ظهور النقود. في عالم أوديسيوس، أشار إلى أن معظم عمليات التوزيع كانت داخلية: 
كانت جميع عمليات الإنتاج، بدءًا من زراعة البذور والحصاد والطحن والنسيج، وصولاً إلى الصيد والغارة، على الرغم من أن الأفراد قاموا بهذه الأعمال، تتم نيابة عن الأسرة ككل... ومن المركز تمت عمليات إعادة التوزيع. ....
صائغ فينلي قام بتفتيشٍ إضافي واقترح أن عملية الهدايا، "الآلية الأساسية لتنظيم الحياة بين الكثير من الشعوب البدائية."  تم تطويرها إلى نظام للتبادل، بدون أسعار، ومعتمدة على تقييم عابري الصفقات بطريقة عشوائية:
فكرة العطاء كانت دائمًا تشكل الجزء الأول من عملية التبادل، بينما كان الجزء الثاني منها عبارة عن هدية معاكسة.
استقبلت ملاحظات فينلي على الفور وبشكل شبه عالمي؛ ومع ذلك، طرأت بعض التحفظات على مر العقود منذ ذلك الحين. تم شحن السفن الميسينية من مجمعات القصر بالسيراميك والزيوت والعطور وسلع أخرى بصفة محددة كما لو كانت مخصصة للبيع، وليس لتقديم الهدايا.
توفي فينتريس في عام 1956. مثل علماء الآثار الآخرين في تلك الحقبة، لم يتصوّر مطلقًا أن اقتصاد القصر يتعدى النطاق اليومي للحكم القصري، على الرغم من أن فينتريس وتشادويك لاحظا "أوجه التشابه في حجم وتنظيم القصور الملكية". نوزي والالاخ وأوغاريت .  وبالمثل، لم يشير فينلي في نهاية الخمسينيات إلى نظامه على أنه اقتصاد القصر. لكن حالة هذا المصطلح تغيرت تماما بحلول عام 1960، عندما اجتمع المؤرخون والباحثون على اعتبارهما كنظام واحد. 
ليس واضحًا بدقة من هو الشخص الذي كان الأوائل في طرح هذه الفكرة، ولكن المرشح الأقوى هو كارل بولاني، عالم تصنيف اقتصادي، الذي كان يعيش في نهاية حياته وعلى قمة حياته المهنية في تلك الفترة. قام بدعم أفكار فينلي وذهب بعيدًا في استنتاجاته. في ملخص عام عام 1960، كتب في كتابه "المدينة التي لا تقهر": النص الذي كتب قبل عام 1958 يشير إلى أن مايكل فينتريس أكد غياب النقود في الألواح بطريقة مختلفة عما جاء في كتابه "اقتصاد القصر في اليونان الميسينية"، الذي كُتب في الفترة بين عامي 1956 و1958، حيث تم تحديد نظام جديد وسُمي اقتصاد القصر. تبعه في هذا السياق العديد من الباحثين، بما في ذلك جراهام كلارك في كتابه "اقتصاد القصر الذي تم تقديمه من جزيرة كريت..."، وأشار تشيستر ستار (1961) إلى ذلك أيضًا.  "تم احتضان الحرفيين والفلاحين إلى حد كبير في اقتصاد القصر تحت السيطرة الملكية،... " أشار ليونارد ر. بالمر (1963)  إلى ""اقتصاد القصر" شديد المركزية" في كنوسوس وبيلوس. لم تكن الكلمة أبدًا مجرد أنشطة اقتصادية في موقع واحد مرة أخرى.

بحلول عام 1965، كان اقتصاد القصر قد انتشر على نطاق واسع في حضارات منطقة بحر الإيجة والشرق الأوسط خلال العصر البرونزي المتأخر. أصبح هذا النهج جزءًا أساسيًا من الأنظمة الاقتصادية الحديثة التي تم تطبيقها في وقت لاحق. ومع ذلك، كان هناك تقاوم واضحة لهذا المفهوم. تشادويك، الذي استمر في تطوير أفكار فينتريس، في كتابه "العالم الميسيني" عام 1976، لم يشير بشكل خاص إلى اقتصاد القصر، بل أشار بدلاً من ذلك إلى مسائل مثل... 
ليس واضحًا تمامًا مدى صغر القصر الذي يمكن أن يكون... ما يمكن أن نستنتجه من مباني القصور هو وجود مراكز إدارية... وكل مركز إدارة يشير إلى وجود مسؤول إداري، سواء كان ملكًا مستقلًا، أم أميرًا شبه مستقلًا، أو بارون محليًا...
هذا يشير إلى أن نموذج الاقتصاد القصري قد يكون بسيطًا مسبقًا للاتجاه الحالي. حلستيد يلخص منتدى بدأته ناكاسيس وآخرون على أنه... 
تم استخدام مصطلح "إعادة التوزيع" بمجموعة من المفاهيم في سياق العصر البرونزي لبحر إيجه، وبالتالي يمكن أن يعوق تمثيل وعمل الاقتصادات السياسية بدلاً من التركيز عليها.

## العصر البرونزي في البحر الأبيض المتوسط والشرق الأوسط

### الحضارة الكريتية

#### جزيرة كريت المينوية الوسطى
في بداية الفترة البرونزية المتوسطة، تقريبًا في النصف الأول من الألفية الثانية قبل الميلاد، كانت حضارة تسمى حضارة المينوان تسيطر على شرق الببحر الأبيض المتوسط. تم اكتشاف هذه الحضارة بواسطة المستكشف سير آرثر إيفانز عندما قام بالتنقيب في قصر كنوسوس، الذي أطلق عليه اسم قصر مينوس. كانت هذه الحضارة تمتاز بكونها تمتلك أسطولًا بحريًا مذهلاً ومستوطنات ساحلية رئيسية، وكانت عملياتها في الأساس سلمية. وهناك أساطير، مثل أسطورة ثيسيوس ومينوتور، التي تشير إلى أن جزيرة كريت كانت تجمع بعض الجزية من مواقع خارجية، ولكن تاريخها الأسطوري يختلف كثيرًا عن الحروب والمحاربين على البر الرئيسي.
ظهر تطور البنى الفخمة، إذا كان الأمر كذلك، على جزيرة كريت خلال الفترة المعروفة بالعصر المينوي الأوسط (MM) في العصر البرونزي الوسط. يعتقد أن بدايتها تعود إلى MMI، حيث بدأت ما يُعرف بـ "الثلاثة الكبار" - كنوسوس، فايستوس، ماليا - ولكن البعض الآخر بدأ في MMII. لا تزال العلاقات بين جميع هؤلاء المؤسسين غير معروفة، ومع ذلك، يجب الآن استبعاد وجود قانون تأسيس واحد. 
إن نوع النظام الاقتصادي السائد في جزيرة كريت، ومن المفترض أنه أينما وصل النفوذ الكريتي، موثق جيدًا من خلال مئات الألواح الموجودة في مواقع متعددة في جزيرة كريت. فقط المقاومة المستمرة لنص الكتابة، الخطي أ ، لفك التشفير هي التي تمنع قراءة هذه المستندات، واستيعاب المعلومات التي تحتوي عليها. وبالتالي، لا يُعرف أي شيء عن الاقتصاد يتجاوز ما يمكن استخلاصه من علم الآثار أو الاستدلال عليه من خلال رسم أوجه تشابه محفوفة بالمخاطر مع المعلومات المقدمة في وثائق العصر البرونزي المتأخر، والتي يمكن قراءتها. إن كون المينويين، كما أسماهم إيفانز في غياب معرفة أسمائهم الحقيقية أو أسمائهم، ربما كان لديهم اقتصاد قصر هو مجرد تكهنات.

#### أواخر كريت المينوية
اعتمد اقتصاد الحضارة المينوية على زراعة القمح والزيتون والعنب وغيرها من المنتجات، كما دعمت العديد من الصناعات مثل صناعات النسيج والفخار والأعمال المعدنية. وكانت بعض الصناعات التحويلية تتمركز في القصور. تم جمع المنتجات من الأراضي الزراعية المحيطة وتسجيلها وتخزينها في القصور كما يتضح من العدد الكبير من المخازن و pithoi (جرار التخزين) التي تم استردادها. ويبدو أن القصور كان لها قدر من السيطرة على التجارة الخارجية. يشير اكتشاف الألواح الخطية أ والخطية ب ، التي تدرج السلع في مناطق الأرشيف بقصر كنوسوس ، إلى وجود بيروقراطية منظمة للغاية ونظام لحفظ السجلات يتحكم في جميع المنتجات الواردة والصادرة.

### مواقع أخرى
كانت اقتصادات القصر في مصر القديمة وبلاد ما بين النهرين والأناضول والشام تتضاءل في أواخر العصر البرونزي، حيث تم استبدالها باقتصادات السوق البدائية التي يقودها تجار القطاع الخاص أو المسؤولون الذين يمتلكون شركات خاصة على الجانب.[بحاجة لمصدر]</link> آخر معقل ومثال لنظام القصر كان اليونان الميسينية التي دمرت بالكامل خلال انهيار العصر البرونزي والعصور المظلمة اليونانية التالية.

## آسيا
إن نموذج ماندالا لوصف أنماط السلطة السياسية المنتشرة في أوائل تاريخ جنوب شرق آسيا، والذي أنشأه دبليو دبليو ولترز 1982، لا يعالج القضايا الاقتصادية. بعد مهمة العميل البريطاني جون كروفورد في سيام عام 1822، تصف يومياته "اقتصاد القصر" الذي يعزوه إلى الجشع. تأخرت مهمته في ميناء باك نام حتى قدم وصفًا مرضيًا للهدايا المقدمة إلى القصر، وانتهت بالاستجواب في التفاصيل الدقيقة فيما يتعلق بهدية الحصان، والتي اعتبرها كروفورد "ولكنها عينة جيدة من الفظاظة والفظاظة". الجشع الذي وجدناه فيما بعد من سمات المحكمة السيامية وموظفيها، في كل مسألة ذات طبيعة مماثلة".  بدأ هذا الوضع التحول إلى اقتصاد السوق من خلال معاهدة بورينج ، التي تفاوض عليها داعية التجارة الحرة السير جون بورينج مع ملك سيام المحدث مونجكوت ، والتي تم التوقيع عليها في 18 أبريل 1855.

## أنظر أيضا
- الاقتصاد البيزنطي
- الأنثروبولوجيا الاقتصادية

## ملحوظات
1. ↑  Lukas de Blois؛ R.J. van der Spek (1997). An Introduction to the Ancient World. ترجمة: Mellor، Susan. Routledge. ص. 56–60. ISBN:0415127734.
2. ↑  Blake, Emma؛ Knapp, A. Bernard، المحررون (2005). "The Archaeology of Mediterranean Prehistory". Blackwell Publishing. ص. 275, 287. مؤرشف من الأصل في 2023-03-28.
3. ↑  Connor, Andrew James (2006). Temples as Economic Agents in Early Roman Egypt: The Case of Tebtunis and Soknopaiou Nesos. University of Cincinnati. ص. 355–56. مؤرشف من الأصل في 2023-03-28.
4. ↑  Finley 1979، صفحة 62.
5. ↑  Finley 1979، صفحة 64.
6. ↑  Chadwick 1973، صفحة 106.
7. ↑  Nakassis، Dimitri (2010)، "Reevaluating Staple and Wealth Finance at Mycenaean Pylos"، في Pullen (المحرر)، Political Economies of the Aegean Bronze Age، Oxford: Oxbow Books، ص. 127، مؤرشف من الأصل في 2012-01-06
8. ↑  Polanyi، Karl، "On the Comparative Treatment of Economic Institution in Antiquity with Illustrations from Athens, Mycenae, and Alalakh"، في Kraeling؛ Adams، Robert McCormick (المحررون)، City invincible: a Symposium on Urbanization and Cultural Development in the Ancient Near East held at the Oriental Institute of the University of Chicago, December 4–7, 1958، Chicago: University of Chicago Press، ص. 329–50
9. ↑  Starr، Chester G (1961). The origins of Greek civilization: 1100–650 B.C. New York. ص. 48.{{استشهاد بكتاب}}:  صيانة الاستشهاد: مكان بدون ناشر (link)
10. ↑  Palmer، Leonard R (1963). The interpretation of Mycenaean Greek texts. Oxford: Clarendon.
11. ↑  Chadwick، John (1976). The Mycenaean World. Cambridge; London; New York; Melbourne: Cambridge University Press. ص. 70. ISBN:9780521290371.
12. ↑  Halstead، Paul (2011). "Redistribution in Aegean Palatial Societies: Terminology, Scale, and Significance" (PDF). American Journal of Archaeology. ج. 115: 229–35. DOI:10.3764/aja.115.2.229. مؤرشف من الأصل (PDF) في 2023-07-07.
13. ↑  Shaw، Joseph W (2006). Kommos: a Minoan harbor town and Greek sanctuary in Southern Crete. Athens: American School of Classical Studies at Athens. ص. 119.
14. ↑  Crawfurd، John (21 أغسطس 2006) [1830]. "Ch. V. – Rapacity of the court.". Journal of an embassy from the Governor-general of India to the courts of Siam and Cochin China (ط. second). London: H. Colburn and R. Bentley. ج. 1. ص. 115–16. OCLC:03452414. مؤرشف من الأصل في 2023-03-28.